# Carleton-Nord
Circonscription électorale provinciale du Canada
Carleton-Nord est une ancienne circonscription électorale provinciale du Nouveau-Brunswick, créée en 1973 et fusionnée en 1995 avec Carleton-Centre et Carleton-Sud pour former Carleton.

## Liste des députés
| Période                                  | Période | Identité          | Étiquette    | Qualité |
| ---------------------------------------- | ------- | ----------------- | ------------ | ------- |
| 1974                                     | 1987    | Charles Gallagher | Conservateur |         |
| 1987                                     | 1993    | Fred Harvey       | Libéral      |         |
| 1993                                     | 1995    | Dale Graham       | Conservateur |         |
| Les données manquantes sont à compléter. |         |                   |              |         |